# Конституция Северогерманского союза
Конституция Северогерманского союза (нем. Verfassung des Norddeutschen Bundes) — основной закон Северогерманского союза, действовавший с 1867 по 1871 год. Послужила основой для последующей конституции Германской империи, отличаясь от неё лишь незначительными деталями. Создание и принятие конституции Северогерманского союза – один из важнейших этапов в истории законотворчества в Германии.

## История

### Создание Северогерманского союза
Экономическое, политическое и военное усиление Пруссии, ставшей после побед над Данией в 1864 году и над Австрийской империей в 1866 году доминирующей державой на территории Центральной Европы, решило германский вопрос в пользу его малогерманского варианта. Подписанный 18 августа 1866 года договор между Пруссией и другими северогерманскими государствами привел к образованию временного Августовского альянса (нем. Augustbündnis), заключенного на срок до образования нового союза. Статья 2 данного договора прямо указывала на конституцию будущего государственного образования и созываемый для её принятия парламент.

### Написание конституции

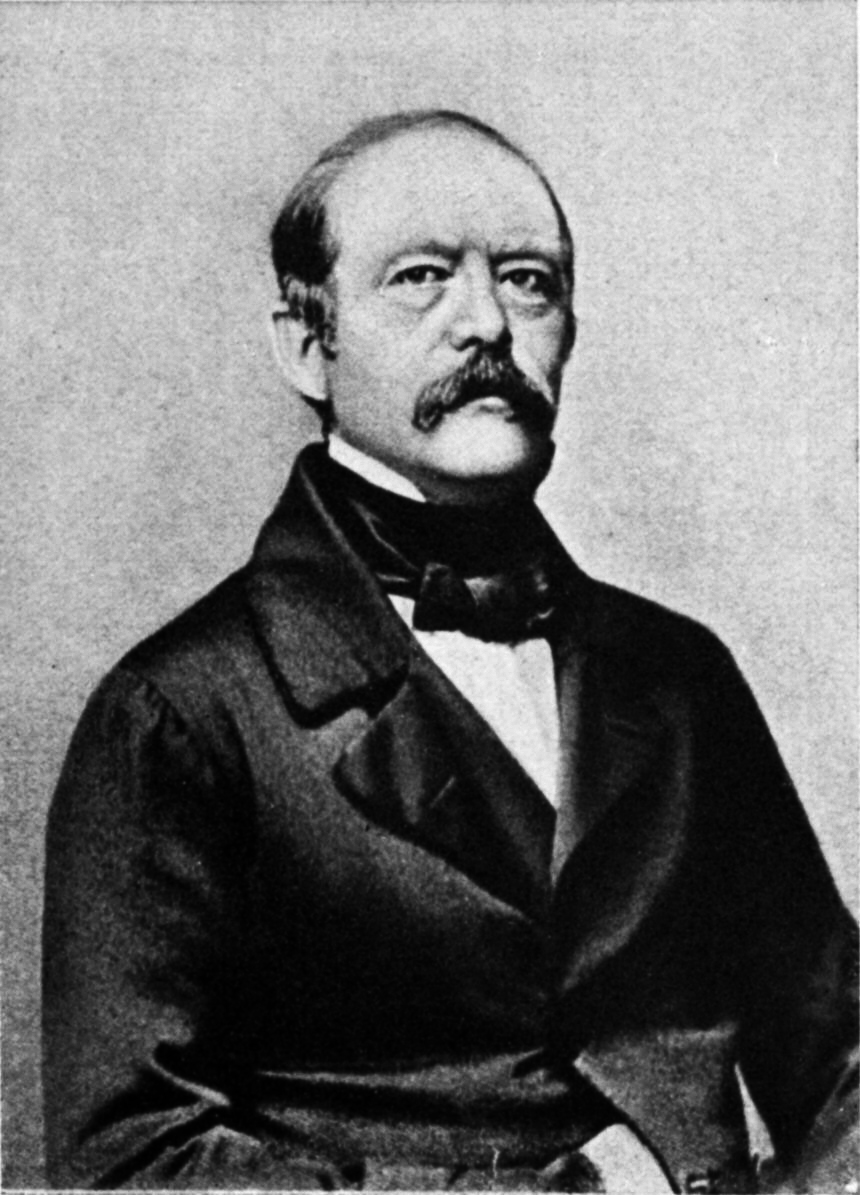
Отто фон Бисмарк — инициатор разработки и принятия конституции, один из её авторов

Хотя в Германии уже существовал опыт написания и принятия в 1849 году общенациональной конституции, для выполнения главной идеи новой конституции, призванной юридически закрепить объединение германских государств, её положения были мало приемлемы. Фундаментом основного закона создаваемого союза послужили Основы новой союзной конституции (нем. Grundzüge einer neuen Bundesverfassung), которые Бисмарк, тогда министр-президент Пруссии, 10 июня 1866 года переслал правительствам Германского союза для ознакомления. В августе того же года Бисмарк предлагает принять участие в создании проекта конституции многим известным немецким юристам и публицистам, в т. ч. Максимилиану Дункеру, Оскару Рейхенбаху и Фридриху Вагенеру, которые предоставляют ему свои варианты, в той или иной степени повлиявшие на её окончательный текст. Работа над конституцией не предполагала широкого обсуждения общественности, а из всех проектов был опубликован лишь один: написанный Дункером.
Бисмарк не раз собственноручно дорабатывает текст будущей конституции, а 9 декабря представляет его прусскому королю, кронпринцу и прусским министрам. Наконец, 13 и 14 декабря окончательный вариант основного закона оформляет по заданию будущего первого рейхсканцлера его помощник Лотар Бухер.

### Принятие конституции
Хронология принятия конституции Северогерманского союза:
- 15 декабря 1866 года — представители государств-членов Северогерманского союза впервые встречаются для обсуждения проекта конституции
- 7 февраля 1867 года — представители государств-членов Северогерманского союза согласовывают с незначительными поправками проект конституции[10]
- 12 февраля 1867 года — проводятся выборы в конституционный рейхстаг, единственной задачей которого было принятие конституции Северогерманского союза
- 27 февраля 1867 года — конституционный рейхстаг открывается королём Пруссии и начинает свою работу над проектом конституции
- 15 марта 1867 года — Бисмарк выступает в рейхстаге речью в защиту своего проекта конституции[11]
- 16 апреля 1867 года — с незначительными изменениями рейхстаг принимает конституцию Северогерманского союза (230 голосов «за», 53 «против»)
- 31 мая 1867 года — прусский ландтаг ратифицирует конституцию Северогерманского союза
- 24 июня 1867 года — первое обнародование  конституции Северогерманского союза
- 1 июля 1867 года — вступление конституции Северогерманского союза в силу
- 26 июля 1867 года — официальная публикация конституции Северогерманского союза в Вестнике федерального законодательства

## Структура и содержание конституции
Конституция 1867 года состояла из следующих частей:
| Раздел    | Название раздела                              | Название раздела (в оригинале)                       | Статьи | Отдельные положения |
| --------- | --------------------------------------------- | ---------------------------------------------------- | ------ | --- |
| Преамбула | -                                             | -                                                    | -      | Перечисляет глав государств, заключивших союз. |
| I         | Союзная территория                            | Bundesgebiet                                         | 1      | Перечисляет субъекты, входящих в союз. |
| II        | Союзное законодательство                      | Bundesgesetzgebung                                   | 2—5    | Закрепляет равенство прав граждан союзных государств. Определяет вопросы, относящихся к ведению союзных органов. |
| III       | Бундесрат (союзный совет)                     | Bundesrath                                           | 6—10   | Определяет состав бундесрата, порядок его деятельности, структуру постоянных комиссий. |
| IV        | Союзный президент                             | Bundespräsidium                                      | 11—19  | Закрепляет председательство в союзе за главой Пруссии. Определяет взаимодействие союзного президента, бундесрата и рейхстага. Объявляет главой бундесрата союзного канцлера. |
| V         | Рейхстаг                                      | Reichstag                                            | 20—32  | Определяет порядок избрания и деятельности рейхстага. Закрепляет неприкосновенность его членов и отсутствие вознаграждения за их работу. |
| VI        | Таможня и торговля                            | Zoll- und Handelswesen                               | 33—40  | Объявляет территорию союза единой таможенной зоной. Разграничивает ответственность между союзными органами и членами союза. Определяет порядок сбора союзных налогов. |
| VII       | Железные дороги                               | Eisenbahnwesen                                       | 41—47  | Объявляет железные дороги на территории союза единой общегерманской сетью. Регулирует перевозки в чрезвычайных ситуациях, а так же в военных целях. |
| VIII      | Почта и телеграф                              | Post- und Telegraphenwesen                           | 48—52  | Закрепляет почту и телеграф в сфере ведения союза. Определяет порядок их деятельности и финансирования. |
| IX        | Военно-морской флот и судоходство             | Marine und Schifffahrt                               | 53—55  | Закрепляет за главой Пруссии командование военно-морским флотом. Закрепляет единые требования ко всем торговым судам союза. Цветами флага военно-морского и торгового флота объявляются чёрно-бело-красный.                                                                                            |
| X         | Консульства                                   | Konsulatwesen                                        | 56     | Ставит все северогерманские консульства под надзор союзного президента. |
| XI        | Союзное военное дело                          | Bundes-Kriegswesen                                   | 57—68  | Закрепляет всеобщую воинскую повинность. Устанавливает срок службы в 7 лет (последние 4 года — в резерве). Устанавливает численность армии в 1 % от численности населения. Определяет бюджет армии из расчета 225 талеров на военнослужащего. Закрепляет за главой Пруссии общее военное командование. |
| XII       | Союзные финансы                               | Bundesfinanzen                                       | 69—73  | Вводит годовой союзный бюджет, информация о расходах которого предоставляется президиумам бундесрата и рейхстага. |
| XIII      | Улаживание споров и определение мер наказания | Schlichtung von Streitigkeiten und Strafbestimmungen | 74—77  | Определяет полномочия судов союза и его членов. Определяет порядок улаживания споров между государствами союза. |
| XIV       | Общие определения                             | Allgemeine Bestimmung                                | 78     | Определяет, что изменения к конституции должны приниматься 2/3 голосов бундесрата. |
| XV        | Отношение к южногерманским государствам       | Verhältniß zu den Süddeutschen Staaten               | 79     | Определяет порядок вступления в союз южногерманских государств. |

### Права граждан Северогерманского союза
Статьёй 3 конституции за всеми гражданами Северогерманского союза закреплялись равные права на:
- постоянное проживание
- занятие ремёслами
- доступ к общественным должностям
- приобретение недвижимости
- защиту со стороны закона
- защиту со стороны союза от по отношению к иностранным государствам.

### Сфера ведения Северогерманского союза
Статья 4 конституции относила к ведению союзного государства:
1. определения, касающиеся свободы переселения, отношений к месту рождения и к месту жительства, права гражданства, паспортов, полиции иностранцев, а также касающиеся ремесла и страхования, определения о колонизации и о переселении в иностранные, негерманские земли,
2. таможенное и торговое законодательство и установление налогов, необходимых для нужд союза,
3. определение системы мер, монет и весов, а также основные положения о выпуске бумажных денег,
4. общие определения о банках,
5. патенты на изобретения,
6. охрану авторской собственности,
7. организацию общей защиты германской торговли за границей, германского мореплавания и его морского флага и распределение общего консульского представительства, установленного на счет союза,
8. железные дороги и установление в интересах защиты страны и всеобщего оборота водных и сухопутных пути сообщения,
9. сплав и судоходство по водным путям, общим нескольким государствам, и состояние этих путей, речные и иные водные таможни,
10. почту и телеграф,
11. определения о взаимном исполнении приговоров в гражданских делах и об удовлетворении исков вообще,
12. а так же заверения публичных документов,
13. общее законодательство в гражданском, уголовном, троговом и вексельном праве и судопроизводство,
14. военное дело в союзе и военно-морской флот,
15. правила медицинской и ветеринарной полиции.

## Конституция Германского союза
Успехи Северогерманского союза во Франко-прусской войне подтолкнули южногерманские государства к вступлению в союз (такая возможность была специально была оговорена последней, 79-й, статьёй его конституции). Первыми к союзу присоединились, подписав 15 ноября 1870 года один из т. н. Ноябрьских договоров (нем. Novemberverträge), великие герцогства Баден и Гессен. 23 и 25 ноября им последовали королевства Бавария и Вюртемберг. Чтобы облегчить принятие такого решения южногерманским государствам были сделаны некоторые уступки, дававшие им небольшие преимущества в плане сборов налогов, организации армии, почты и телеграфа, получившие название привилегированные права (нем. Reservatrechte). Согласно договору с Баденом и Гессеном Северогерманский союз переименовывался в Германский (нем. Deutscher Bund), а новое государственное образование получило новую по названию конституцию, содержание которой, однако, изменилось лишь за счет перечисления привилегий отдельных членов союза. Конституция Германского союза была опубликована в Вестнике федерального законодательства в последний день 1870 года и вступила в силу с 1 января 1871 года. Однако новый основной закон действовал совсем недолго и уже 4 мая того же года с утверждением конституции Германского рейха утратил свою силу.

## Критика
Критика конституции Германской империи, не содержащей упоминания основных прав человека (к примеру, свободы совести и вероисповедования, права проведения собраний, неприкосновенности жилища и пр.), в полной мере может быть отнесена и к предшествовавшей ей конституции Северогерманского союза. Кроме того, отмечается, что слово «народ» встречается лишь в одной статье. В целом, конституцию Северогерманского союза называют шедевром лаконичности, чего Талейран ожидал от всякой хорошей конституции: «короткая и тёмная».

## Галерея

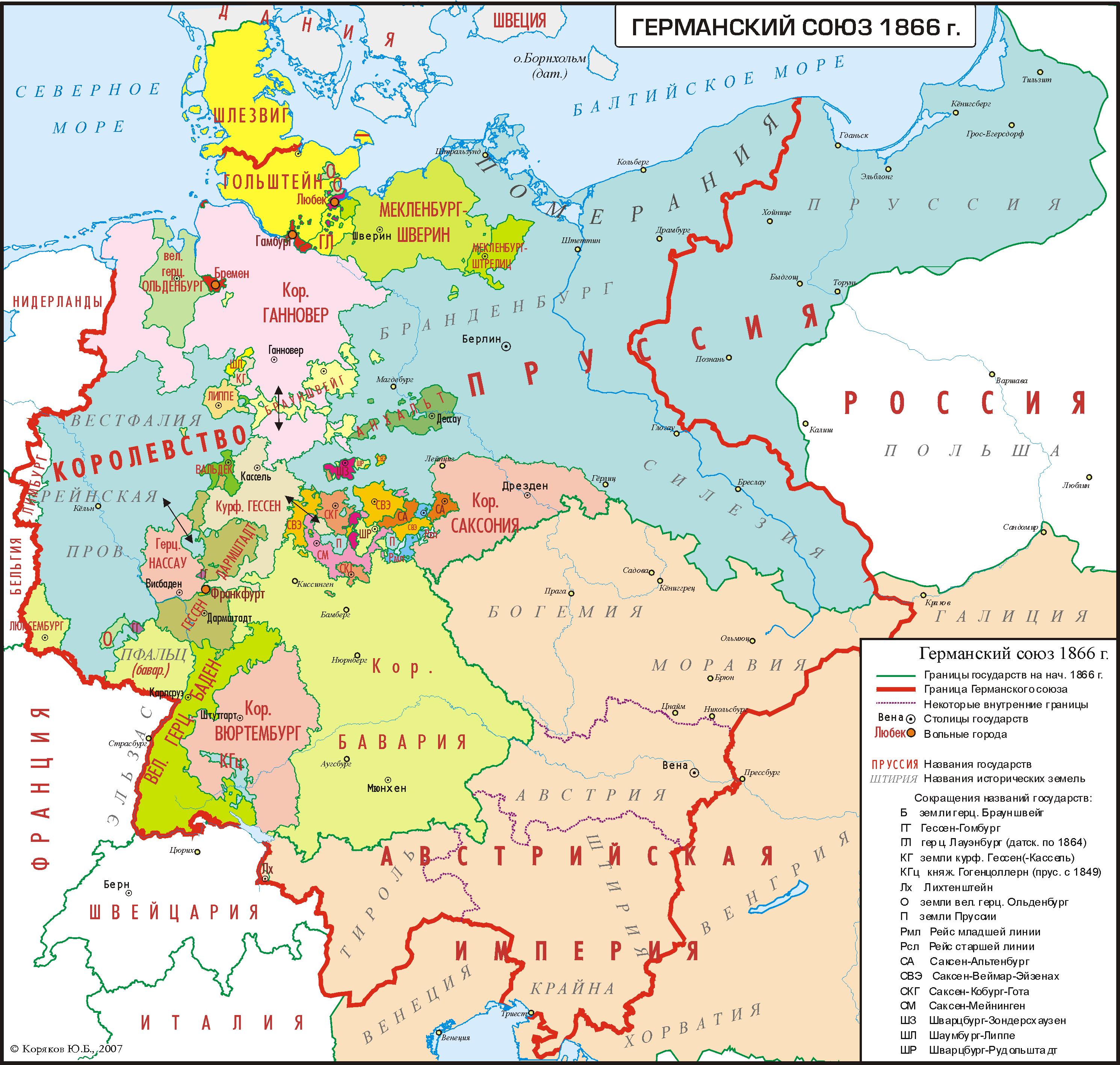
Германский союз в 1866 году
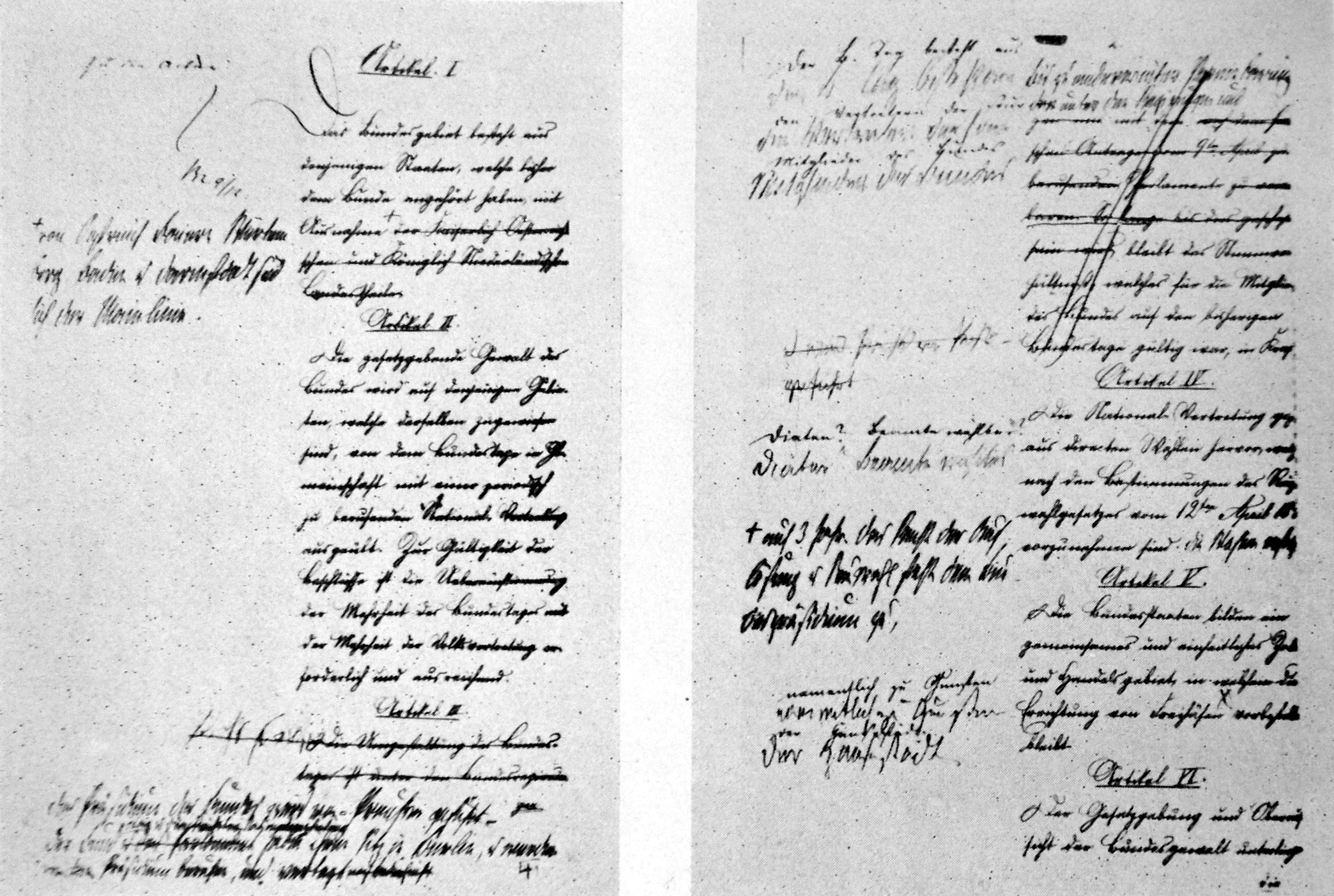
Набросок конституции Северогерманского союза (1866)
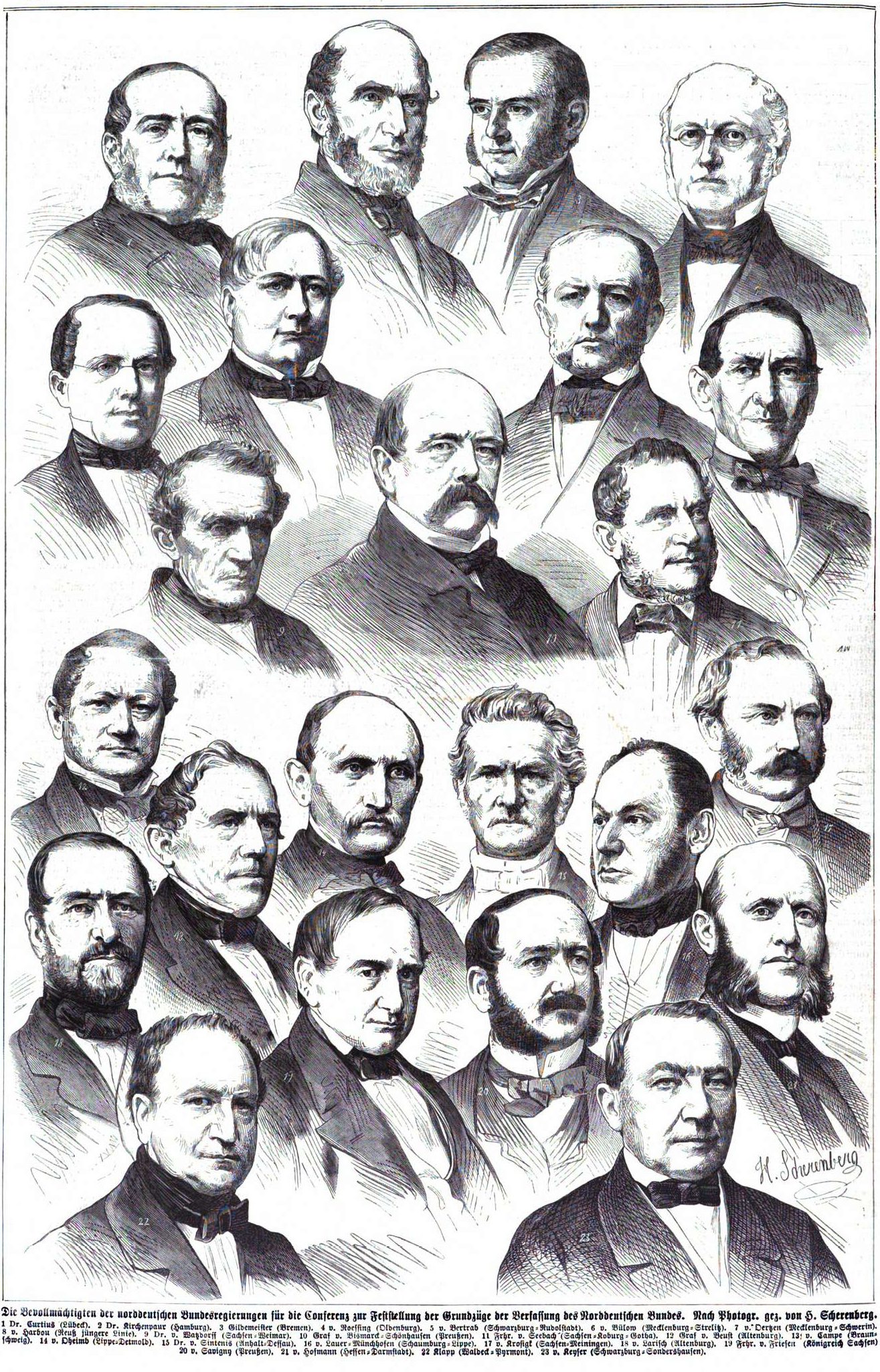
Уполномоченные северогерманских государств для принятия конституции союза
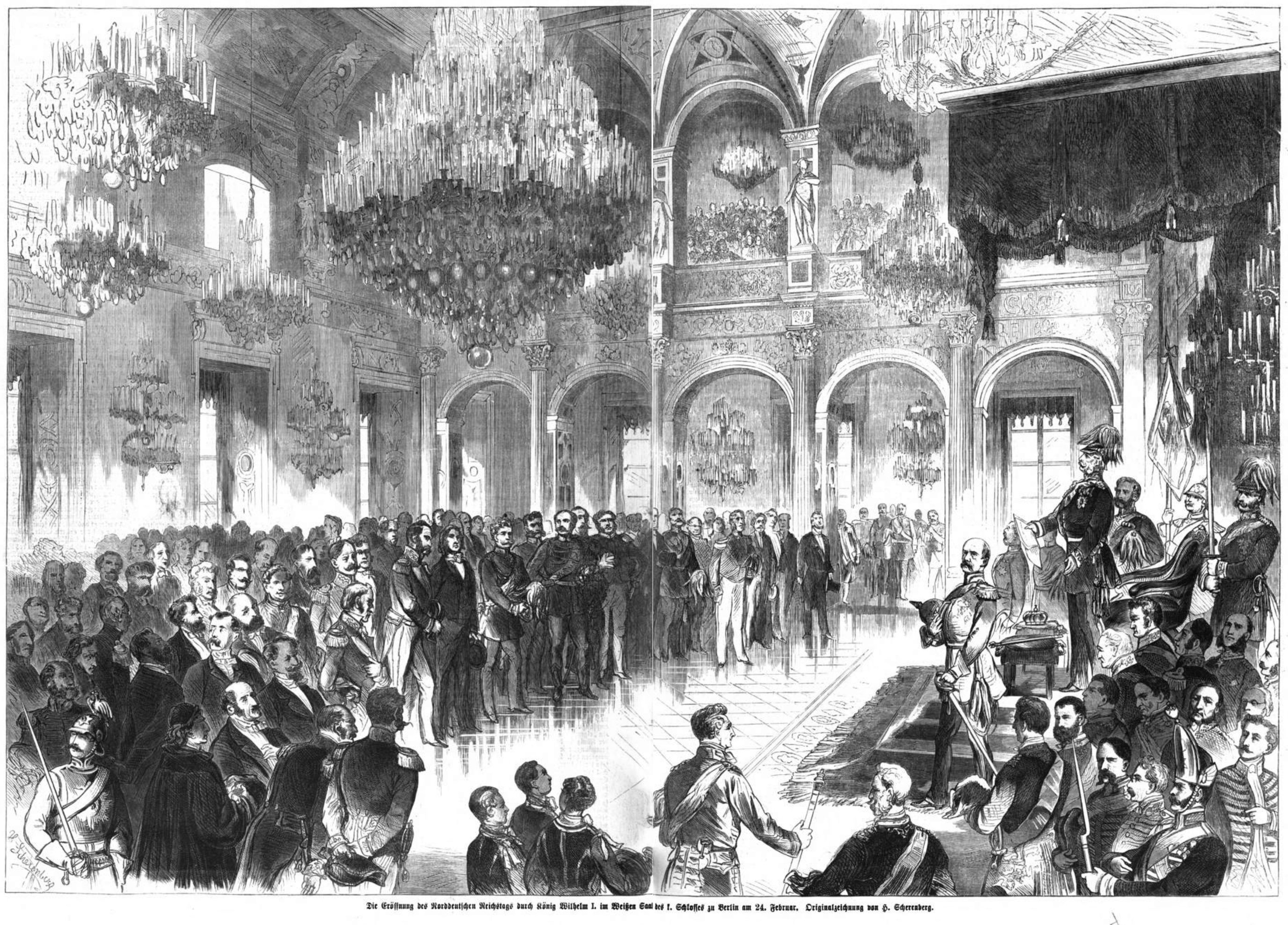
Открытие конституционного рейхстага 27 февраля 1867 года
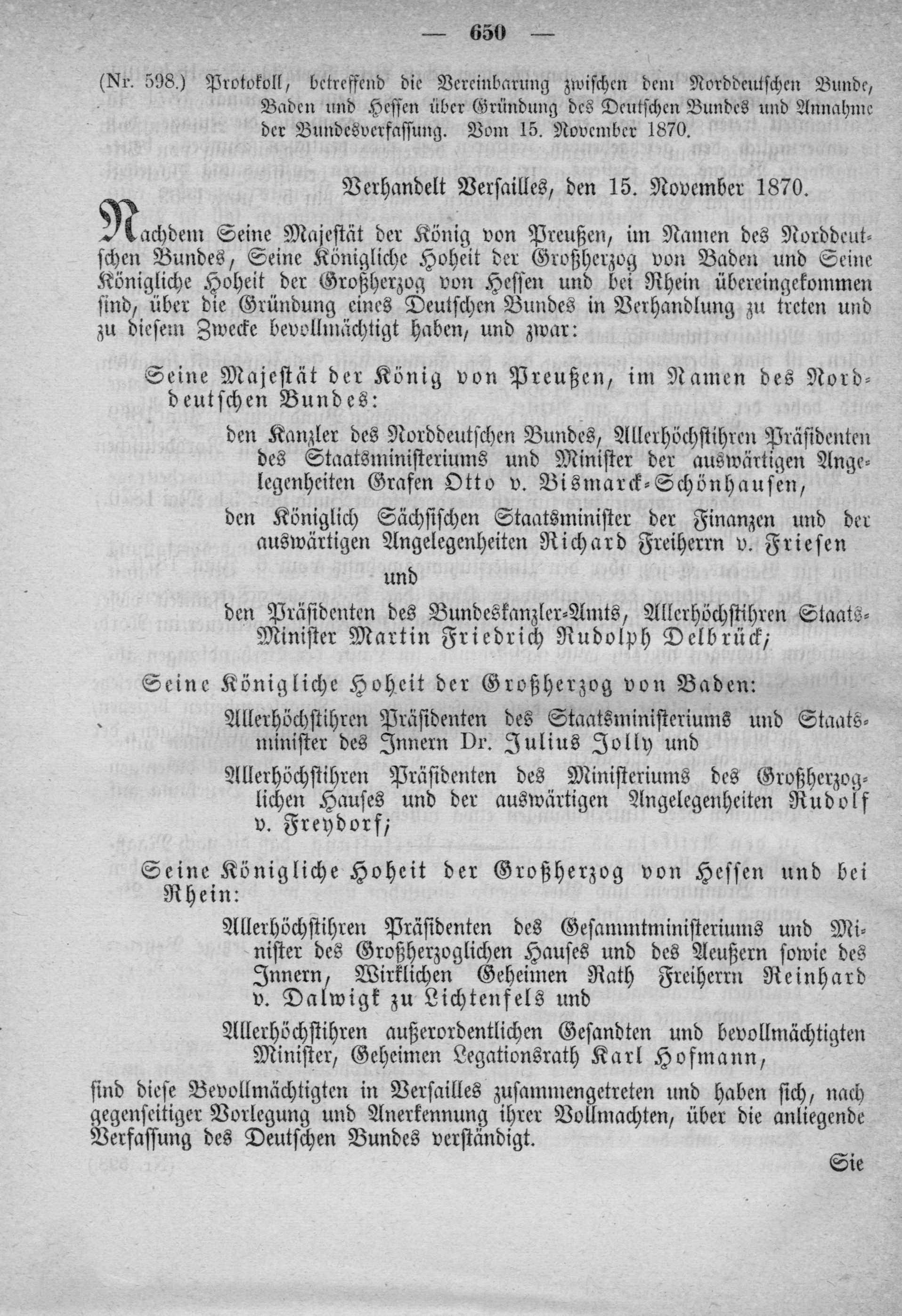
Страница договора, предписывающего создание конституции Германского союза
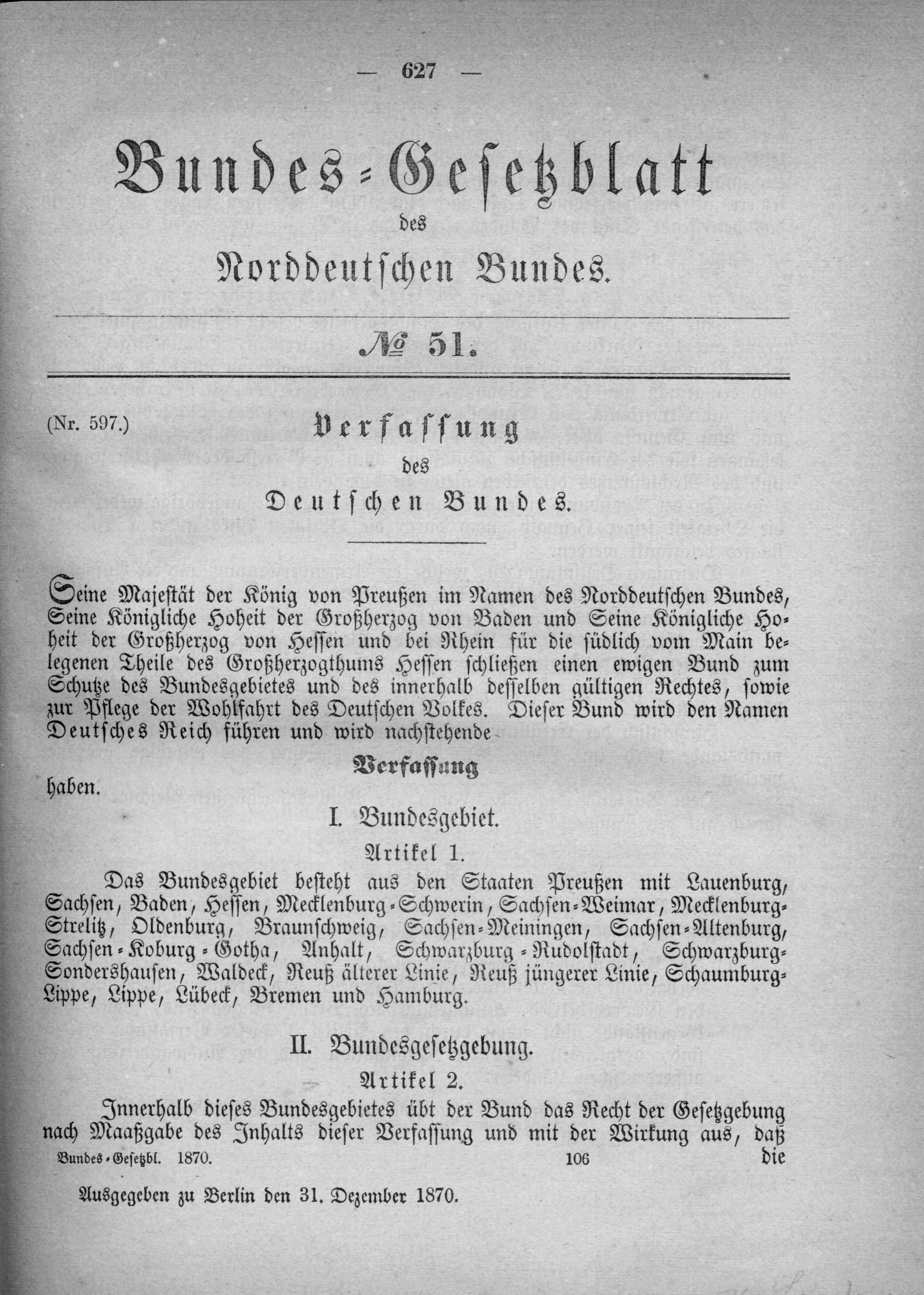
Конституция Германского союза (1870)